# كريستوف فرانك
كريستوف فرانك (بالألمانية: Christoph Franke)‏ (20 ديسمبر 1944 في ألمانيا - ) هو مدرب كرة قدم ولاعب كرة قدم ألماني (وحمل سابقاً جنسية ألمانيا الشرقية) في مركز الدفاع. شارك مع منتخب ألمانيا الشرقية تحت 21 سنة لكرة القدم. أما مع النوادي، فقد لعب مع كيمنتزر ولوكوموتيف لايبزيغ.

## وصلات خارجية
- كريستوف فرانك على موقع قاعدة بيانات كرة القدم.إي يو (الإنجليزية)
- كريستوف فرانك على موقع بيانات كرة القدم. دي إي (الألمانية)
- كريستوف فرانك على موقع عالم كرة القدم.نت (الإنجليزية)